# Gesshō

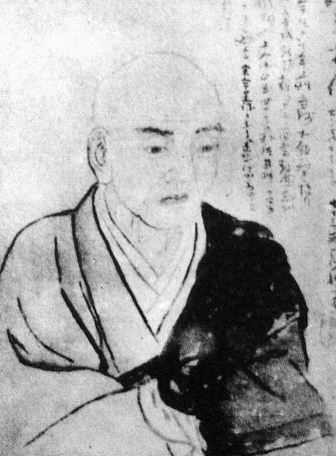
Gesshō

Gesshō (japanisch 月照; geboren 1813 in der Provinz Sanuki; gestorben 29. Dezember 1858 in der Provinz Satsuma) war ein japanischer buddhistischer Geistlicher und Tokugawa-Gegner am Ende der Edo-Zeit.

## Leben und Wirken
Gesshō wurde als Sohn von Tamai Munoe (玉井 宗江), einem Stadtarzt in Osaka, geboren. Sein Kindername war Munehisa (宗久). Im Jahr 1827 studierte er bei seinem Onkel, Oberpriester Zōkai (住職蔵海), am Zweigtempel Jōju-in (成就院) des Kiyomizu-dera. Er nannte sich Chūjōbō Ningai (中将房 忍鎧), änderte später seinen Namen in Ninkō (忍岡), sein Rufname war Gesshō, seine „Gō“ waren Muin’an (無隠庵) und Ippō (一鋒).
Im Jahr 1835 wurde Gesshō Oberpriester des Jōju-in und arbeitete an der Restaurierung des Tempels. Er besuchte häufig den kaiserlichen Prinzen Shōren’in (青蓮院宮), den Hofadeligen Konoe Tadahiro (近衛 忠煕; 1808–1898) und andere und lernte insbesondere von Tadahiro das Verfassen von Gedichten im Waka-Stil. 1854 übergab er das Amt des Oberpriesters an seinen jüngeren Bruder Shinkai (信海) und widmete sich nationalen Angelegenheiten.
1858 freundete er sich mit dem kaisertreuen Samurai Umeda Umpin (1815–1859), Rai Mikisaburo (頼 三樹三郎; 1825–1859) und anderen an und setzte sich für die Wiederherstellung der kaiserlichen Position und Vertreibung der Ausländer (Sonnō jōi) ein. Es gelang, die Mito-Domäne (水戸藩) zu unterwerfen. Während der Ansei-Säuberung setzte er sich mit Saigō Takamori nach Kagoshima ab, wurde jedoch von den Behörden der Satsuma-Domäne nicht aufgenommen. Die beiden stürzten sich am 16. November desselben Jahres in die nahe Kinkō-Bucht (錦江湾). Saigō überlebte, aber Gesshō ertrank. Sein Grab befindet sich im Tempel Kiyomizu-dera in Kyōto.